# Eric Chase
Eric Chase (polgári nevén Achim Jannsen) egy német DJ és producer.

## Karrierje
Első ismert munkája 2008-ban a Polarkreis 18 nevű német popcsapat "Allein Allein" című számához készített remix volt. Majd "I Won't Hold You Back" címmel a Toto 1982-es dalát értelmezte újra. Legtöbb remixét nem saját név alatt adja ki, hanem más előadók számára csinálja őket. Legismertebb munkái és koprodukciói a Scooterhez, a Frauenarzt-hoz, és Manny Marc-hoz köthetőek.

## Diszkográfia

### Kislemezek
- Allein allein (2008)
- I Won't Hold You Back (2009)
- If You Tolerate This (2009)
- The Way It Is (2010)
- Sticky Situation (2010)
- Love Comes Around (2010)
- Summer Jam (2010)
- Everybody Surrender (2011)
- That's Why I Put My Hands Up (2011)
- A Night Like This (2011)

### Remixek
- Discofamily - It Just Won't Do (2009)
- Scooter - J'adore Hardcore (2009)
- The Disco Boys - I Surrender (2010)
- Coco Fay - I've Got A Feeling (2010)
- Jerome Jerkins - Four To The Floor (2010)
- Jerome Jerkins - Der Erdbeermund (2011)
- Marco Petralia - When Will I Be Famous (2011)
- Markus Gardeweg - Why Don't You Let Me Know (2011)
- Chris Avantgarde & Eric Chase - What Do You Want From Me (2011)
- Coco Fay - Not The Same (2011)
- Scooter - David Doesn't Eat (2011)
- Melissa Heiduk - Send Me An Angel (2012)
- Lisa Aberer - I Will Dance (társszerző) (2013)

## Fordítás
- Ez a szócikk részben vagy egészben  az   Eric Chase című német Wikipédia-szócikk ezen változatának fordításán alapul.  Az eredeti cikk szerkesztőit annak laptörténete sorolja fel. Ez a jelzés csupán a megfogalmazás eredetét és a szerzői jogokat jelzi, nem szolgál a cikkben szereplő információk forrásmegjelöléseként.